# Щипанов, Николай Константинович
 Никола́й Константи́нович Щипа́нов (15 мая 1924, село Головчино — 16 марта 1994, Москва) — командир пулемётного взвода 54-го гвардейского кавалерийского полка (14-я гвардейская кавалерийская дивизия, 7-й гвардейский кавалерийский корпус, 1-й Белорусский фронт). Генерал-майор юстиции. Герой Советского Союза.

## Биография
Родился 15 мая 1924 года в селе Головчино Грайворонского уезда Курской губернии в семье рабочего. В 1941 году окончил Головчинскую среднюю школу.

#### Великая Отечественная война
В Красную армию призван в 1941 году Грайворонским РВК Курской области. В 1943 году окончил Тамбовское кавалерийское училище. С сентября 1943 года воевал на 1-м Белорусском фронте.
29 января 1945 года гвардии старший лейтенант Щипанов совершил подвиг при форсировании реки Одер, обеспечив переправу эскадрона через реку, за что был представлен к званию Героя Советского Союза.
Указом Президиума Верховного Совета СССР от 27 февраля 1945 года за образцовое выполнение боевых заданий командования на фронте борьбы с немецкими захватчиками и проявленные при этом отвагу и геройство гвардии старшему лейтенанту Щипанову Николаю Константиновичу присвоено звание Героя Советского Союза с вручением ордена Ленина и медали «Золотая Звезда».

#### Послевоенное время
В 1946 году окончил Высшую офицерскую кавалерийскую школу, в 1951 году — Военно-юридическую академию. Жил в Москве. Работал в центральном аппарате Министерства обороны СССР.
Умер 16 марта 1994 года. Похоронен на Кунцевском кладбище (10 уч.).

## Память
- В г. Грайворон на Мемориале памяти герою установлен бюст.

Мемориал памяти г. Грайворон, Белгородская обл., РФ
Могила на Кунцевском кладбище. Москва

## Награды
- Медаль «Золотая Звезда» (27.02.1945)[2][3];
- орден Ленина (27.02.1945);
- орден Красного Знамени (03.06.1945)[5];
- два ордена Отечественной войны I степени (15.06.1945[6]; 11.03.1985[7]);
- два ордена Отечественной войны II степени (15.12.1943[8]; 15.05.1944[9]);
- три ордена Красной Звезды (14.10.1943[10]; ?; ?);
- Орден «За службу Родине в Вооружённых Силах СССР» 3-й степени;
- медали.